# ماتياج كيك
ماتياز كيك (بالإيطالية: Matjaž Kek) (مواليد 9 سبتمبر 1961 في ماريبور) لاعب كرة قدم سلوفيني معتزل وحاليا مدرب منتخب سلوفينيا .

## روابط خارجية
- ماتياز كيك على موقع الاتحاد الأوربي (الإنجليزية)
- ماتياز كيك على موقع قاعدة بيانات كرة القدم.إي يو (الإنجليزية)
- ماتياز كيك على موقع ناشيونال فوتبول تيمز (الإنجليزية)
- ماتياز كيك على موقع Soccerbase.com (مدرب) (الإنجليزية)
- ماتياز كيك على موقع Soccerway.com (الإنجليزية)
- ماتياز كيك على موقع عالم كرة القدم.نت (الإنجليزية)